# Le Mexicain (film, 2001)
Pour les articles homonymes, voir Le Mexicain.
Pour plus de détails, voir Fiche technique et Distribution.
Le Mexicain (The Mexican) est un film américain réalisé par Gore Verbinski, sorti en 2001. Il met en scène Brad Pitt dans le rôle d'un petit malfrat chargé par un gangster de se procurer « le Mexicain », un pistolet de légende. Julia Roberts incarne Samantha Barzel, l'ex-petite amie, qui va se faire enlever par le tueur à gage « Leroy », lui aussi intéressé par « le Mexicain ».
Malgré des critiques plutôt mitigées, le film récolte plus de 147 millions de dollars au box-office mondial.

## Synopsis
Cinq ans avant le début de l'action, Jerry Welbach (Brad Pitt) percute la voiture du gangster Arnold Margolese (Gene Hackman). En arrivant sur les lieux de l'accident, la police découvre un otage ligoté dans le coffre de Margolese, ce qui envoie ce dernier en prison pour cinq ans. En compensation de son temps d'incarcération, Jerry Welbach doit rendre des services pendant cinq ans à Bernie Nayman (Bob Balaban), le second de Margolese.
Ayant échoué dans ce qui devait être sa dernière tâche, Jerry doit choisir entre être tué ou partir au Mexique pour une ultime mission. Il doit récupérer pour Margolese, sur le point de sortir de prison, « le Mexicain », un pistolet de légende. Juste avant de partir, Jerry est quitté par sa compagne Samantha Barzel (Julia Roberts), avec qui il se dispute sans cesse.
Jerry arrive au Mexique et rencontre Beck, lequel travaille pour Margolese et doit lui remettre le pistolet. Ivre, Beck raconte l'histoire du pistolet, forgé autrefois par un armurier pour un noble dont le fils devait épouser la fille de l'armurier, alors que cette dernière était amoureuse de l'assistant de l'armurier. Le pistolet, saboté par l'assistant, s'enraye ou tue son porteur. Beck prévient Jerry que le pistolet porte malheur. Pendant que Jerry range le pistolet dans sa voiture, Beck est tué d'une balle perdue tirée lors d'une fête voisine. Alors que Jerry appelle Nayman d'une cabine pour le prévenir de l'incident, la voiture contenant le pistolet est volée sous ses yeux.
Pendant ce temps, alors qu'elle se rend à Las Vegas, Samantha est agressée par un tueur (Sherman Augustus) dans les toilettes d'une aire de repos. Un second tueur (James Gandolfini) abat le premier tueur et emmène Samantha. Il se présente comme étant Leroy, missionné pour la retenir sous surveillance en attendant d'être assuré que Jerry a bien rempli sa mission. Progressivement les deux sympathisent. Leroy donne des conseils conjugaux sensés à Samantha tandis qu'elle détecte qu'il est gay, lors d'un jeu de regards avec un agent postal, Frank (Michael Cerveris), qui se joint ensuite à eux dans leur périple.
Au Mexique, Jerry retrouve la trace de la voiture et repart avec, après avoir récupéré le pistolet, et en prenant en otage le voleur. Un peu plus loin, il laisse derrière lui le voleur après lui avoir tiré une balle dans le pied pour le ralentir. Alors qu'il est presque arrivé à l'aéroport, Jerry est arrêté par un policier qui lui explique que le pistolet ne peut quitter le Mexique. Une fois relâché, Jerry suit le policier et le voit entrer chez un prêteur sur gage.
À Las Vegas, Leroy passe la nuit avec Frank tandis que Samantha est menottée dans sa chambre. Au matin, pendant qu'elle prend son petit-déjeuner en ville avec Leroy, le tueur laissé pour mort la veille sur l'aire de repos pénètre dans leur chambre d'hôtel où Frank prend une douche. Alors qu'ils reviennent à l'hôtel, Leroy et Samantha trouvent la police sur les lieux et découvrent que Frank s'est tué en tombant de la chambre. En arrivant dans la chambre, Leroy comprend progressivement qu'il ne s'agit pas d'un suicide. Dans la salle de bains, Samantha est de nouveau agressée par le premier tueur, resté caché. Leroy tire sur celui-ci, et découvre qu'il porte une protection pare-balles. Il l'achève ensuite pour venger Frank, malgré les supplications de Samantha.
Jerry est rejoint au Mexique par Ted Slocum (J. K. Simmons), envoyé par Nayman. Les deux se rendent chez le prêteur sur gages et récupèrent le pistolet. Mais Jerry, qui a entendu peu de temps auparavant Ted parler au téléphone, comprend que ce dernier a pour mission de le tuer à la fin de la mission. Il parvient à subtiliser le revolver de Ted et le laisse attaché dans la boutique avec le prêteur sur gages. À l'aéroport, Jerry découvre que son passeport a été interverti avec celui de Ted, ce qui ne lui permet pas d'embarquer dans le vol prévu par Nayman.
Comme Jerry n'arrive pas par le vol prévu à Las Vegas, Leroy reçoit l'ordre d'activer le « plan B » et part au Mexique avec Samantha. Sur place ils retrouvent Jerry qui, méfiant, cache le fait que le pistolet est déjà dans sa voiture et les emmène vers la cachette supposée. En route, Jerry se dispute avec Samantha et sort de la route, crevant un pneu. Samantha part à pied, furieuse. Leroy découvre que le pistolet est dans la boîte à gants et est sur le point de tuer Jerry, occupé à remplacer la roue crevée, puis il se ravise en voyant Samantha marcher puis propose à Jerry de l'aider. À son tour, Jerry pointe son arme sur Leroy et ce dernier dégaine rapidement. Samantha entend un coup de feu et revient en courant vers la voiture, pour découvrir que Leroy est mort, abattu par Jerry. Alors qu'elle hurle sur Jerry, ce dernier lui dit que l'homme a menti sur son identité, le vrai Leroy, qu'il a connu, étant un afro-américain (en fait le premier tueur). Sur son cadavre, Jerry découvre un passeport au nom de Winston Baldry.
Alors que Jerry attend dans un hôtel avec Samantha, le temps de récupérer un passeport, les mêmes mexicains qui avaient déjà volé la voiture de Jerry auparavant le kidnappent et l'emmènent dans un ranch où se trouve Margolese, tout juste sorti de prison. Celui-ci explique à Jerry que Nayman joue double jeu et veut récupérer le pistolet pour le revendre, tandis que lui souhaite le restituer au descendant de l'armurier, qu'il veut remercier après avoir partagé une cellule en prison avec son petit-fils. Il lui raconte la fin de l'histoire du pistolet, qui ne fonctionne que dans les mains d'une personne digne de s'en servir. Seule la fille de l'armurier a pu tirer avec, en se suicidant pour échapper au mariage que son père voulait lui imposer. Jerry accepte de rendre le pistolet que Samantha porte sur elle de manière dissimulée.
Alors que Jerry et les Mexicains arrivent à l'hôtel pour retrouver Samantha, ils découvrent qu'elle est retenue en otage par Nayman. Samantha parvient à mettre en joue Nayman avec le pistolet maudit. Alors que Jerry la supplie de ne pas tirer, craignant que le pistolet la tue, Samantha appuie sur la détente et une détonation retentit. Après quelques instants, Nayman s'écroule, touché à la gorge.
Les Mexicains récupèrent le pistolet qui retourne aux descendants de l'armurier. Jerry demande Samantha en mariage puis repart en voiture avec elle et lui raconte l'histoire du pistolet. La scène finale du film les montre recommençant à se disputer tout en roulant.

## Fiche technique
Sauf indication contraire, les informations mentionnées dans cette section peuvent être confirmées par les bases de données cinématographiques IMDb et Allociné,  présentes dans la section « Liens externes ».
- Titre original : The Mexican
- Titre français : Le Mexicain
- Réalisation : Gore Verbinski
- Scénario : J. H. Wyman (en)
- Musique : Alan Silvestri
- Direction artistique : Michael Atwell, Diego Sandoval et Jennifer Vogt
- Décors : Cecilia Montiel
- Costumes : Colleen Atwood
- Photographie : Dariusz Wolski
- Son : Tim Holland, Lee Orloff, Gary Rydstrom, Dennis S. Sands, Gary Summers
- Montage : Craig Wood
- Production : John Baldecchi (en) et Lawrence Bender
  - Production déléguée : Christopher Ball, Aaron Ryder, William Tyrer et J. H. Wyman
  - Coproduction : William S. Beasley et Paul Hellerman
- Sociétés de production :
  - États-Unis : Lawrence Bender Productions et Pistolero Productions LLC, en association avec Newmarket Capital Group, présenté par Dreamworks Pictures
  - Mexique : Estudios Churubusco Azteca S.A.
- Sociétés de distribution : DreamWorks Distribution (États-Unis) ; United International Pictures (France, Suisse romande)
- Budget : 40 millions de $[1] ; 57 millions de $ [2]
- Pays de production :  États-Unis[3],[N 1]
- Langue originale : anglais, espagnol
- Format : couleur (Technicolor) — 35 mm — 2,35:1 (Panavision) — son DTS / SDDS / Dolby Digital
- Genre : comédie dramatique, aventure, romance, policier, road movie
- Durée : 123 minutes
- Dates de sortie[4] :
  - États-Unis, Québec : 2 mars 2001[5]
  - France, Belgique : 25 avril 2001[6],[7]
  - Suisse romande : 26 avril 2001[8]
- Classification[9] :
  - États-Unis : les enfants de moins de 17 ans doivent être accompagnés d'un adulte (R – Restricted)[N 2]
  - France : tous publics[10]
  - Belgique : tous publics (Alle Leeftijden)[7]
  - Suisse romande : interdit aux moins de 12 ans[11]
  - Québec : 13 ans et plus (violence) (13+ / 13 years and over)[5]

## Distribution
- Brad Pitt (VF : Arnaud Bedouët)[12] : Jerry Welbach
- Julia Roberts (VF : Céline Monsarrat[13]) : Samantha « Sam » Barzel
- James Gandolfini (VF : Bernard Métraux[14]) : Winston Baldry
- J. K. Simmons (VF : Gabriel Le Doze[13]) : Ted Slocum
- Bob Balaban (VF : Bernard Alane[13]) : Bernie Nayman
- Gene Hackman (VF : Jacques Richard[13]) : Arnold Margolese
- David Krumholtz (VF : Franck Capillery[13]) : Beck
- Jeremy Roberts : Bobby, l'homme de main de Bernie
- Cástulo Guerra : Joe, le prêteur sur gages
- Mayra Sérbulo : Emanuelle
- Michael Cerveris (VF : Pierre Tessier[13]) : Frank
- Sherman Augustus (VF : Bernard Métraux[13]) : Leroy
- Pedro Armendáriz Jr : le policier mexicain
- Salvador Sánchez : l'armurier
- Melisa Romero : la fille de l'armurier
- Alan Ciangherotti : l'assistant de l'armurier
- Humberto Fernández Tristan : le gentilhomme
- Luis Felipe Tovar : le fils du gentilhomme

## Production

### Genèse et développement
Le projet est initialement développé comme un film indépendant sans grandes vedettes. Cependant, Julia Roberts et Brad Pitt, qui cherchaient depuis un certain temps un projet commun, décident de le prendre en main. Après avoir proposé le film à Brad Pitt, c'est également Julia Roberts qui a suggéré d'engager James Gandolfini,.
Alors que Ben Stiller et Meg Ryan étaient un temps intéressés par les rôles principaux, Kevin Reynolds et David Fincher sont envisagés à la réalisation. Ils refusent la proposition, le second étant pris par Fight Club. C'est finalement Gore Verbinski qui est choisi. Le cinéaste, qui réalise ici son second long métrage, a été séduit par le scénario de J. H. Wyman : 

« J'aimais la construction très particulière du scénario, avec ses intrigues parallèles et les multiples rencontres qui émaillent les tribulations de Jerry et Samantha. Les décors très contrastés, du Mexique et de Las Vegas stimulaient mon imagination. Je m'amuserais à créer le look, la couleur et les ambiances du film, ainsi que les retours en arrière évoquant la légende du « Mexicain ». Qui ne rêverait de faire une comédie d'action romantique avec une petite touche de… Sam Peckinpah ? »

### Tournage
Le tournage a lieu d'avril à juillet 2000. Il se déroule aux États-Unis (Las Vegas et Los Angeles) et au Mexique (Mexico, Real de Catorce, San Luis Potosí, Tunnel Ogarrio et San Luis Potosí).

### Bande originale
- Main Title par Alan Silvestri, durée : 52 s.
- Blame Shifting par Alan Silvestri, durée : 58 s.
- Oye par Alan Silvestri, durée : 1 min 34 s.
- These Boots Are Made for Walkin' par Nancy Sinatra de 1966, durée : 2 min 43 s (Samantha conduit, à l'aire de repos elle lit, va aux toilettes où Winston tire sur Leroy).
- 10% Clint par Alan Silvestri, durée : 1 min 10 s.
- Leroy's Morning par Alan Silvestri, durée : 1 min 40 s.
- Why Can't We Be Friends ? (en) par War, durée : 3 min 52 s (Frank seul dans la chambre d'hôtel cherche un cendrier, Leroy entre discrètement et allume une cigarette).
- Want Our Life Back par Alan Silvestri, durée : 1 min 31 s.
- Frank's Dead par Alan Silvestri, durée : 2 min 51 s.
- You're Nobody till Somebody Loves You (en) par Dean Martin, durée : 1 min 59 s (Winston conduit la voiture de Samantha et discute avec elle, menottée).
- Jerry & Ted to Pawn par Alan Silvestri, durée : 1 min 27 s.
- The Mexican par Alan Silvestri, durée : 2 min 14 s.
- Airport par Alan Silvestri, durée : 2 min 21 s.
- The Safety Dance par Men Without Hats de 1982, durée : 4 min 34 s (Samantha, Winston et Frank dansent et s'amusent dans la chambre d'hôtel).
- El Cable par Juan García Esquivel de 1995, durée : 2 min 19 s.
- Margolese Compound par Alan Silvestri, durée : 1 min 3 s.
- Where's My Stuff par Alan Silvestri, durée : 1 min 1 s.
- Thieves par Alan Silvestri, durée : 1 min 11 s.
- A Good F'ing Reason par Alan Silvestri, durée : 1 min 16 s.
- It's Cursed, that Gun par Alan Silvestri, durée : 3 min 24 s.
- Oye, Oye par Alan Silvestri, durée : 1 min 33 s.
- A Miracle par Alan Silvestri, durée : 2 min 28 s.
- The Mexican - End Credits Medley par Alan Silvestri, durée : 5 min 2 s.

## Accueil

### Accueil critique
Sur l'agrégateur américain Rotten Tomatoes, le film récolte 54 % d'opinions favorables pour 133 critiques. Sur Metacritic, il obtient une note moyenne de 43⁄100 pour 35 critiques.
En France, le site Allociné propose une note moyenne de 2,4⁄5 à partir de l'interprétation de critiques provenant de 19 titres de presse.
- Le Nouvel Observateur : « On regarde sans déplaisir, on oublie, et c'est très bien comme ça » (François Forestier)
- MCinéma.com : « (...) une comédie d'action pas drôle avec un rythme à vous endormir, c'est dramatique. On ne ressent finalement que de la sympathie envers Julia Roberts et Brad Pitt, beaux et attachants comme toujours, ce qui limite quelque peu l'ennui. » (Jérémie Lecaudey)[23]
- Libération : « (...) dans le Mexicain, Julia Roberts et Brad Pitt se sont tous deux aménagés un film dont ils sont l'unique star (...). Le film de Brad Pitt est nul. (...) La partie Julia Roberts est moins ingrate. » (Jean-Marc Lalanne)
- Elle : « Tout n'est pas raté dans ce film. Il y a quelques grands moments que l'on doit à James Gandolfini, formidable en tueur gay (...). Mais pour quelques grandes scènes entre Julia Roberts et James Gandolfini, le reste du temps, le film se traîne. Dommage. » (Sacha Reins)
- Positif : « C'est peu dire que le scénario de J.H. Wyman (...) et la mise en scène de Gore Verbinski (...) plombent le spectacle, avec leurs intrigues à tiroirs et leurs flash-backs récurrents et pesants. » (Michel Ciment)
- Le Journal du dimanche : « (...) la caméra s'égare pendant plus de deux heures dans les méandres d'une histoire décousue qui hésite entre le road movie, la comédie romantique et le polar sans jamais trouver le ton juste (...) » (Stéphanie Belpêche)
- Les Échos : « Un scénario pas plus bête qu'un autre, d'ailleurs. Mais qui, bizarrement, se traîne, malgré moult retournements de situation, dans un vide abyssal. » (Annie Coppermann)
- Repérages : « (...) une quête mélangée de romance contrariée et de road movie second degré sans jamais trouver un vrai chemin. Confus et raté. » (Julien Welter)
- Télérama : « (...) le rythme est lâche, l'histoire tirée par les cheveux, l'image aussi racoleuse que n'importe quelle pub sous le cagnard. Le pétard, lui, est mouillé. » (Jacques Morice)

### Box-office
Avec un budget de production de 57 millions de dollars, le film récolte plus de 147 millions au box-office mondial.
| Pays ou région     | Box-office      | Date d'arrêt du box-office | Nombre de semaines |
| ------------------ | --------------- | -------------------------- | ------------------ |
| États-Unis, Canada | 66 845 033 $    | 31 mai 2001                | 13                 |
| France             | 720 928 entrées | -                          | -                  |
| Total mondial      | 147 845 033 $   |                            |                    |

## Distinctions

### Récompenses
- GLAAD Media Awards 2002 : film exceptionnel - large diffusion
- Jupiter Awards 2002 : meilleure actrice internationale pour Julia Roberts
- L.A. Outfest 2002 : Screen Idol Award du meilleur acteur dans un second rôle pour James Gandolfini

### Nominations
- Teen Choice Awards 2001 :
  - Meilleure alchimie pour Julia Roberts et Brad Pitt
  - Meilleur film que vos parents ne voulaient pas que vous voyiez

## Éditions en vidéo
- En France, le film Le Mexicain est sorti en DVD le 23 janvier 2002[26]. Par la suite, le film est ressorti en DVD le 3 août 2006[27], puis en VOD le 1er février 2018[6] et en Blu-ray le 8 juin 2022[28].